# Фатафехи Туипелехаке
Сионе Нгу Мануматаонго Уелингатони (тонг. Siaosi Tāufaʻāhau Uelingatoni), известен как принц Фатафехи Туипелехаке (тонг. Fatafehi Tuʻipelehake); 7 января 1922, Нукуалофа, протекторат Тонга — 10 апреля 1999, Окленд, Новая Зеландия) — тонганский государственный деятель, премьер, затем — премьер-министр Королевства Тонга (1965—1991).

## Биография
Был сыном королевы Салоте Тупоу III и младшим братом будущего короля Тауфа’ахау Тупоу IV. Окончил сельскохозяйственный колледж в Квинсленде, а затем — Ньюингтон колледж в Сиднее. В 1945 году королевой ему был присвоен титул Tuipelehake и таким образом он стал вторым по значимости правителем в Тонга.
- 1949—1952 годах — первый губернатор Вавау,
- 1952—1965 годах — занимал несколько министерских постов,
- 1965—1970 годах — премьер,
- 1970—1991 годах — премьер-министр Тонга,
- 1970—1979 годах — министр иностранных дел.